# Jean-Serge Bokassa
Pour les articles homonymes, voir Bokassa.
Jean-Serge Bokassa, né le 25 février 1972 à Bangui, est un homme politique centrafricain.

## Biographie

### Enfance et débuts
C'est le quinzième enfant de Jean-Bédel Bokassa qui dirige la Centrafrique de 1966 à 1979.

### Carrière
Il s'engage en politique en 2003 et devient député de Mbaïki, puis ministre de la Jeunesse et des Sports de 2011 à 2013.
Il n'est engagé dans aucun parti mais soutient le Kwa Na Kwa de Bozizé avant la chute de ce dernier. Bien qu'il mette en avant une « aversion pour la violence », il défend le principe des actions des anti-balakas durant la troisième guerre civile centrafricaine de 2013 : « Le fait que les musulmans soient une minorité leur donne-t-il le droit de tuer si massivement ? ».
Il se présente à l'élection présidentielle centrafricaine de 2015 en tant que candidat indépendant. Il obtient 6,56 % des suffrages. Il soutient alors Faustin Touadéra pour le second tour. Le 11 avril 2016, il est nommé ministre de l’Intérieur, de la sécurité publique et de l’administration du Territoire du Gouvernement Sarandji. Il est limogé le 14 avril 2018. Son désaccord avec Touadéra vient en partie de l’installation d'instructeurs russes dans l'ancien palais de son père,.
À l'élection présidentielle de 2020, il arrive en huitième position avec seulement 1,40 % des voix, derrière le président sortant, réélu dès le premier tour.